# Инцидент в заливе Сидра (1989)
Второй инцидент в заливе Сидра — воздушный бой между истребителями ВМС США и ВВС Ливии, имевший место в 1989 году.

## История
Американо-ливийские отношения в 1980-х годах отличались крайней напряжённостью. В августе 1981 года американскими самолётами были сбиты два ливийских истребителя-бомбардировщика Су-22, выполнявших облёт авианосцев ВМС США у берегов Ливии. Произошло множество других инцидентов без применения оружия. Кульминацией американо-ливийского противостояния стала вооружённая конфронтация в заливе Сидра (Большой Сирт) в марте 1986 года и последовавшая за ней военная операция «Каньон Эльдорадо» — авианалёт на военные цели в Триполи и Бенгази в апреле. После этого враждебность между сторонами пошла на спад. Госдепартамент США отмечал ослабление ливийской поддержки международным террористическим организациям. В 1987 году Ливия вывела свои войска из Чада, но Ливия, по утверждению США, была причастна к взрыву американского авиалайнера над Локерби и гибели 270 человек 21 декабря 1988 года. В начале 1989 года у берегов Ливии продолжала находиться одна авианосная группировка США.
Утром 4 января 1989 года самолёты с авианосца «Джон Ф. Кеннеди» возобновили обычное патрулирование воздушного пространства и тренировочные вылеты. Около полудня самолёт дальнего радиолокационного обнаружения E-2C уведомил экипажи находящихся на патрулировании F-14 «Томкэт», что в воздух поднялась четвёрка ливийских МиГ-23. Два из них взяли курс прямо на американский авианосец. Пара F-14 отправилась им на перехват на встречных курсах. Затем американские самолёты отвернули в сторону, чтобы не провоцировать ливийцев. Оба МиГ-23 совершили соответствующий манёвр и начали преследовать F-14. Экипажи «Томкэтов» пять раз меняли курс, и каждый раз ливийцы возобновляли преследование. После нескольких минут маневрирования E-2C дал пилотам F-14 разрешение на открытие огня в случае угрозы со стороны МиГов; экипажи привели свои ракеты «воздух-воздух» в боеготовность. Когда ливийцы вновь начали сближаться с американскими самолётами, оператор бортового вооружения одного из F-14 выпустил первую ракету AIM-7 (даже не предупредив своего пилота). МиГи продолжали сближение; F-14 разошлись, после чего ливийские самолёты начали преследовать ведомого, которому затем удалось сбить один из них. Ведущий занял удачную позицию за вторым МиГом и сбил его. Ливийские пилоты катапультировались, но ВМС Ливии по какой-то причине оказались не в состоянии спасти их.
Ливия заявила, что МиГи являлись безоружными разведсамолётами, ливийские пилоты не открывали огня. Американские источники утверждают, что на съёмке бортовых камер F-14 видно, что МиГи были вооружены ракетами Р-23. Инцидент не имел каких-либо долговременных последствий, если не считать осуществлённого 19 сентября 1989 года ливийцами взрыва французского авиалайнера над Нигером с гибелью 170 человек. Достаточно большую известность получили съёмки бортовой камеры одного из F-14 в ходе боя, сопровождающиеся записью радиопереговоров экипажей.
- F-14 из 32-й истребительной эскадрильи ВМС США на палубе авианосца «Джон Ф. Кеннеди», 1986 год. Самолёты этой эскадрильи участвовали в инциденте 1989 года.
- МиГ-23.
- Схема воздушного боя, синим цветом показаны североамериканские самолёты.